# Чур (Ставропольський край)
Чур (рос. Чур) — аул у складі муніципальної освіти «Сільське поселення Лєтнеставочна сільрада» Туркменського району Ставропольського краю

## Назва
Назву можна перевести як «границя», «межа», за іншою версією аул названий ім'ям його засновника

## Географія
Відстань до крайового центру: 121 км.
Відстань до районного центру: 3 км.

## Освіта
- Початкова школа-дитячий садок № 15[2]

## Пам'ятники
- Могила партизана Ю. Динмухаметова, загиблого в боротьбі за владу рад. Написи на табличці: 1919 (рік загибелі), 1935 (рік встановлення пам'ятника) [3]
- Обеліск на могилі партизана громадянської війни. 1935 рік[4]